# Hypselothyrea tenuis
Hypselothyrea tenuis är en tvåvingeart som beskrevs av Toyohi Okada 1980. Hypselothyrea tenuis ingår i släktet Hypselothyrea och familjen daggflugor. Inga underarter finns listade i Catalogue of Life.